# Henrique, Duque de Sussex
Henrique, Duque de Sussex (Henrique Carlos Alberto Daví, em inglês: Henry Charles Albert David; Londres,15 de setembro de 1984) é um membro da família real britânica por ser filho do rei Carlos III e de sua primeira esposa, Diana, Princesa de Gales. Quando nasceu, era o terceiro na linha de sucessão ao trono britânico e atualmente está na quinta posição atrás do seu irmão Guilherme, Príncipe de Gales, e de seus sobrinhos, os príncipes Jorge, Carlota e Luís de Gales.
Nascido no Hospital de St. Mary, em Londres, Henrique foi educado na Wetherby School, Ludgrove School e Eton College. Passou parte de seu ano sabático na Austrália e no Lesoto, depois passou por treinamento de oficial na Real Academia Militar de Sandhurst. Ele foi comissionado como cadete no Blues and Royals, servindo temporariamente com seu irmão Guilherme e completou o treinamento como líder de tropa. Entre 2007–2008, ele serviu por mais de dez semanas na província de Helmand, no Afeganistão. Ele retornou ao Afeganistão para uma missão de 20 semanas em 2012-2013 com o Corpo Aéreo do Exército. Em junho de 2015, ele renunciou ao exército.
Henrique lançou os Invictus Games em 2014 e continua sendo o patrono de sua fundação. Também dá patrocínio a várias outras organizações. Para incentivar as pessoas a se abrirem sobre seus problemas de saúde mental, Henrique, ao lado do Duque e da Duquesa de Cambridge, iniciou a campanha de conscientização sobre saúde mental "Heads Together" em abril de 2016.
Em 2018, foi feito Duque de Sussex antes de seu casamento com a atriz americana Meghan Markle. Em janeiro de 2020, o casal deixou o cargo de membros seniores da família real e se mudou para o sul da Califórnia, terra natal da duquesa. Em outubro de 2020, eles lançaram a Archewell Inc., uma organização pública americana que se concentra em atividades sem fins lucrativos e empreendimentos de mídia criativa. Eles têm dois filhos, o príncipe Archie e a princesa Lilibet de Sussex.

## Início de vida

### Infância
Henrique nasceu no Hospital de St. Mary localizado na cidade de Westminster, Inglaterra, em 15 de setembro de 1984 às 4:30 da tarde. Ele nasceu como o segundo filho de Carlos, Príncipe de Gales (filho e herdeiro da Rainha Isabel II) e Diana, Princesa de Gales, uma aristocrata britânica. Ele foi batizado em 21 de dezembro de 1984 na Capela de São Jorge, no Castelo de Windsor, pelo Arcebispo da Cantuária, Robert Runcle. Os seus padrinhos são o príncipe André, Duque de Iorque (seu tio paterno), a Lady Sarah Armstrong-Jones (prima do seu pai), Celia Vestrey, Carolyn Bartholomew, Bryan Organ e Gerald Ward (um ex-militar da Household Cavalry). Diana queria que Henrique e o seu irmão mais velho tivessem uma maior experiência de educação do que as anteriores crianças reais da família real britânica e levou-os a locais de diversão como o Disney World e o McDonald's, além de locais de caráter mais caritativos, como clínicas que tratavam de doentes com SIDA e casas de acolhimento para sem-abrigo. Os pais de Henrique separaram-se em 1992, quando ele tinha apenas 8 anos, e divorciaram-se quatro anos depois em 1996. Na madrugada de 31 de agosto de 1997, sua mãe morreu após sofrer um trágico acidente de carro em Paris. Henrique e Guilherme estavam no Castelo de Balmoral na altura do acidente e foi seu pai, Carlos, quem os acordou para lhes dar a notícia. No funeral, Henrique, então com 12 anos, seu irmão, seu pai, seu avô paterno e seu tio materno caminharam atrás do caixão do Palácio de Buckingham até a Abadia de Westminster.

### Educação
À semelhança do seu pai e irmão, Henrique estudou em escolas privadas. Frequentou o infantário Jane Mynors e a escola pré-primária Wetherby School, ambos em Londres. Em seguida, estudou na Ludgrove School em Berkshire. Após completar os exames de admissão, foi aceito no Eton College, onde estudou Geografia, História da Arte e Arte. A decisão de colocar Henrique em Eton foi contra a tradição da família real britânica, que até aí enviava os seus filhos para o internato particular de Gordonstoun na Escócia, uma vez que o avô (Filipe, Duque de Edimburgo), pai, dois tios e dois primos de Henrique tinham frequentado essa escola. Henrique terminou os seus estudos em Eton em junho de 2003 com 2 "A-levels" (Arte e Geografia), tendo durante o seu tempo neste colégio demonstrado uma excelente aptidão para desportos, principalmente para o polo e rugby. As suas notas permitiram-lhe candidatar-se a um lugar no Exército Britânico.  Após terminar os estudos, Henrique tirou um ano de pausa (o tradicional "gap year"), tempo durante o qual visitou a Austrália onde, à semelhança do seu pai, trabalhou e participou do Young England vs Young Australia Polo Test Match. Visitou ainda o Lesoto onde trabalhou com crianças órfãs e produziu o documentário The Forgotten Kingdom.

## Carreira militar

### Sandhurst, Blues and Royals e primeira missão no Afeganistão

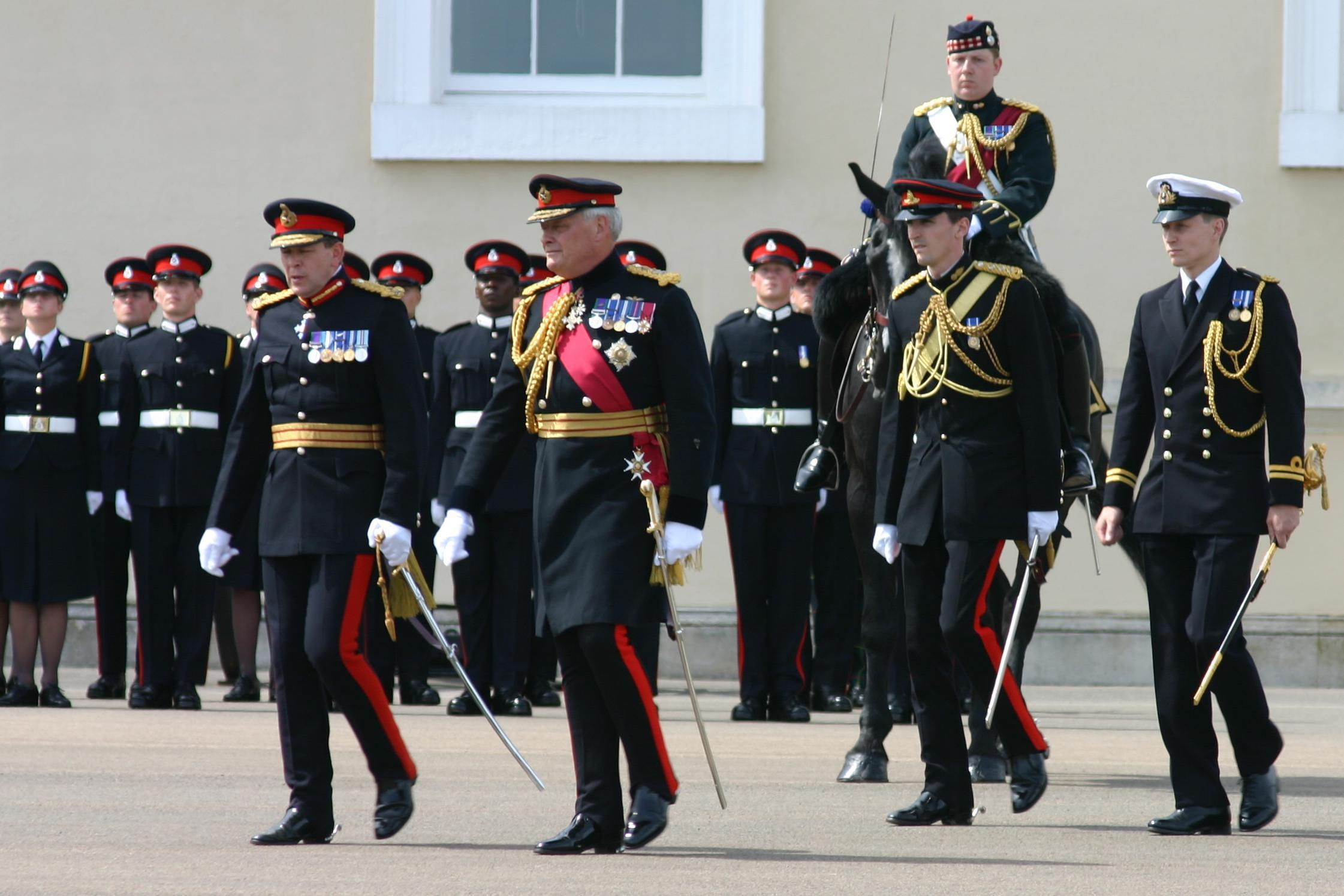
Henrique, enquanto cadete, numa parada militar em Sandhurst em 21 de junho de 2005

Henrique entrou na Real Academia Militar de Sandhurst em 8 de maio de 2005, onde era conhecido como cadete Wales, e juntou-se à Companhia Alamein. Um ano depois, Henrique completou o seu treino militar e foi integrado nos Blues and Royals, um regimento da Household Calvalry do Exército Britânico, como segundo-tenente. O seu número de serviço era 564 673. Em 13 de abril de 2008, Henrique foi promovido a tenente ao completar dois anos de serviço efetivo.
O Ministério da Defesa britânico e a Clarence House anunciaram em conjunto, em 22 de fevereiro de 2007, que Henrique seria enviado com o seu regimento para o Iraque. Henrique apoiava esta medida e disse que sairia do exército se recebesse ordens para permanecer em segurança enquanto o seu regimento ia para a guerra, afirmando: "Não passei por Sandhurst para depois ficar sentado em casa enquanto os meus companheiros estão a lutar pelo país".
O chefe do exército britânico na época, o general sir Richard Dannatt, afirmou pela primeira vez em 30 de abril de 2007, que tinha decidido pessoalmente que Henrique devia prestar serviço com a sua unidade no Iraque e a ida do príncipe foi agendada para maio ou junho de 2007. Lá, deveria patrulhar a província de Mayasan. Porém, em 16 de maio, Dannatt anunciou que Henrique não iria para o Iraque. As principais razões para essa decisão foram o facto de Henrique ser um alvo de alto risco (uma vez que já havia várias ameaças contra ele) e aos perigos que os soldados que o acompanhavam encaravam se houvesse alguma tentativa de assassinato ou captura de Henrique. O palácio anunciou que Henrique se mostrava desiludido com a decisão, mas que iria obedecer.
No início de junho de 2007, foi anunciado que Henrique tinha chegado do Canadá para treinar com soldados das forças armadas canadianas e do exército britânico numa base militar perto de Medicine Hat, Alberta. Houve rumores de que esse treino era em preparação para uma missão no Afeganistão, onde as forças armadas canadianas e britânicas estavam envolvidas na Guerra do Afeganistão, liderada pela OTAN. Os rumores confirmaram-se em fevereiro do ano seguinte quando o Ministro da Defesa britânico revelou que Henrique fora enviado numa missão secreta de 2 meses para a província de Helmand no Afeganistão como controlador aéreo avançado. A revelação foi feita depois de o tabloide alemão Bild e a revista australiana New Idea terem quebrado o embargo informativo imposto pelas autoridades canadianas e britânicas. Mais tarde, foi revelado que, enquanto esteve no Afeganistão, Henrique ajudou os Gurkha a travar um ataque de talibãs rebeldes e patrulhou zonas hostis. Esta missão fez de Henrique o primeiro membro da família real a cumprir serviço militar numa zona de guerra desde que o seu tio, o príncipe André, pilotou helicópteros na Guerra das Malvinas. Henrique manifestou o seu desejo de combater no Iraque, ainda que o Ministério da Defesa já tenha tomado a decisão de não o enviar por razões de segurança. O alto comandante assinalou que a conduta do príncipe foi exemplar e que esteve completamente envolvido nas operações, correndo os mesmos riscos que qualquer outro militar do seu batalhão.
No dia 5 de maio de 2008, Henrique, segundo-tenente Henrique Wales para efeitos militares, recebeu, juntamente com os outros 159 membros do seu regimento de cavalaria, uma medalha pelo seu serviço militar no Afeganistão. A cerimônia de entrega decorreu em Windsor e o então sexto na linha de sucessão ao trono britânico recebeu o prêmio das mãos da tia, Ana, Princesa Real. Após o ato, foi celebrado na igreja de Windsor, um serviço religioso em memória aos soldados da sua unidade, que foram mortos nos seis meses de serviço na província de Helmand. Numa cerimônia militar, o príncipe prestou homenagem aos soldados ingleses mortos no Afeganistão, cerimônia que decorreu na manhã do dia 18 de junho de 2008 em Edimburgo, na Escócia.

### Força Aérea e segunda missão no Afeganistão
Em outubro de 2008 foi divulgada a informação de que Henrique, assim como foi com seu irmão, com seu pai e seu tio, iria aprender a pilotar helicópteros. Henrique passou na avaliação de voo na Base da Força Aérea de Middle Wallop e, depois completou o treino de piloto de helicópteros Apache, Lynx e Gazelle. Depois de conseguir os critérios necessários, Henrique frequentou a Defence Helicopter Flying School da RAF em Shawbury, onde se juntou ao seu irmão Guilherme.
Henrique recebeu o emblema do aviador pelas mãos do seu pai em 7 de maio de 2010 numa cerimónia na Base da Força Aérea de Middle Wallop. Henrique afirmou que queria pilotar helicópteros Apache de ataque se conseguisse passar no rigoroso treino de Apache e, se possível, em serviço militar no Afeganistão. Durante a cerimónia, Henrique trocou o barrete de serviço dos Blues and Royals pelo barrete azul da Força Aérea com um emblema dos Blues and Royals.
Em 10 de março de 2011, foi anunciado que Henrique tinha passado no exame de voo de helicópteros Apache. Em 14 de abril de 2011 recebeu o emblema de aviador. Os meios de comunicação especularam que Henrique regressaria ao Afeganistão antes da retirada das tropas britânicas em 2015. Em 16 de abril de 2011 Henrique foi promovido a capitão. Em junho de 2011, o palácio anunciou que Henrique estava disponível para destacamento após ter concluído o seu treino de piloto de helicópteros Apache em zonas de guerra, o que incluía missões no Afeganistão. A decisão final estava a cargo dos comandantes do Ministério da Defesa que deveriam consultar Henrique, o príncipe de Gales e a rainha. Em outubro, Henrique foi transferido para uma base militar americana na Califórnia para terminar o seu treino de helicópteros de combate. Nesse mesmo mês foi divulgada a avaliação de Henrique, que foi considerado um piloto de gema e um dos melhores do seu grupo. Henrique regressou a Inglaterra em novembro de 2011 e frequentou a Wattisham Flying Station em Suffolk, onde terminou o seu treino de piloto de helicópteros Apache.

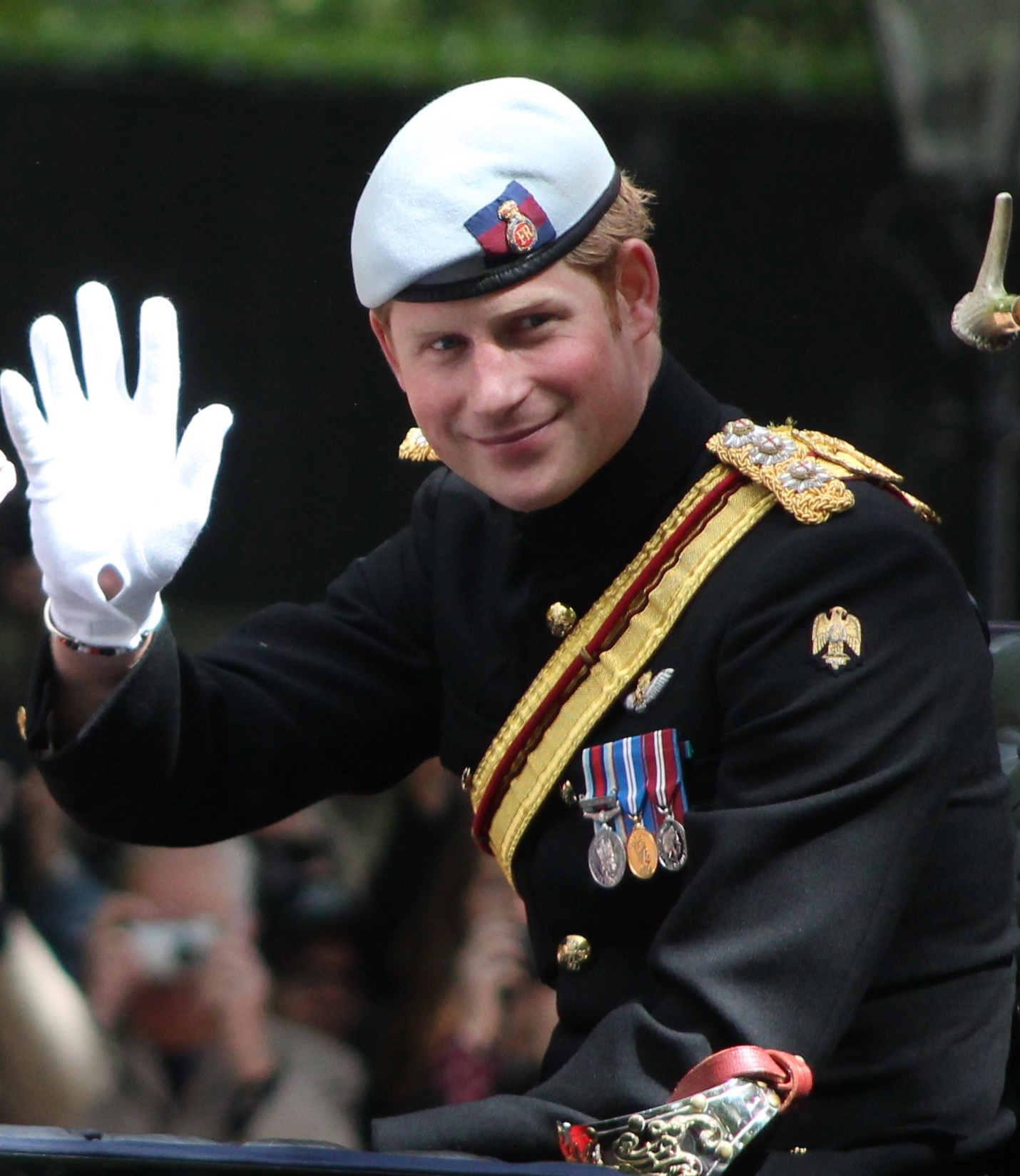
Príncipe Henrique no Trooping the Colour de 2013.

Henrique chegou ao Campo Bastion, no sul do Afeganistão, em 7 de setembro de 2012. Fazia parte do Esquadrão 662 da Força Aérea, composto por 100 homens e permaneceu no país durante quatro meses como copiloto e artilheiro de um helicóptero Apache. Poucos dias depois de chegar ao Afeganistão, em 10 de setembro, os talibãs fizeram ameaças de morte ao príncipe. O porta-voz dos talibãs, Zabiullah Mujahid, falou com a agência Reuters e afirmou: "Estamos a usar todas as nossas forças para nos livrarmos dele, seja através da sua morte ou de rapto." E "Informamos os nossos comandantes em Helmand para fazerem tudo o que estiver ao seu alcance para o eliminar". Henrique regressou a Inglaterra em 21 de janeiro de 2013, depois de 20 semanas de serviço. O príncipe revelou em 2023 que nas duas missões no Afeganistão matou 25 soldados talibãs.
Em 8 de julho de 2013, o Ministério da Defesa anunciou que Henrique se tinha qualificado como comandante de helicópteros Apache.

### Invictus Games
Em 17 de janeiro de 2014, o Ministério da Defesa anunciou que Henrique assumiria o papel de oficial superior na sede do Exército Britânico em Londres. As suas responsabilidades incluem ajudar a coordenar projetos importantes e eventos comemorativos que envolvam o exército em Londres. Durante 2014, Henrique organizou e presidiu o Invictus Games, um evento desportivo paralímpico para militares incapacitados que decorreu entre 10 e 14 de setembro de 2014.

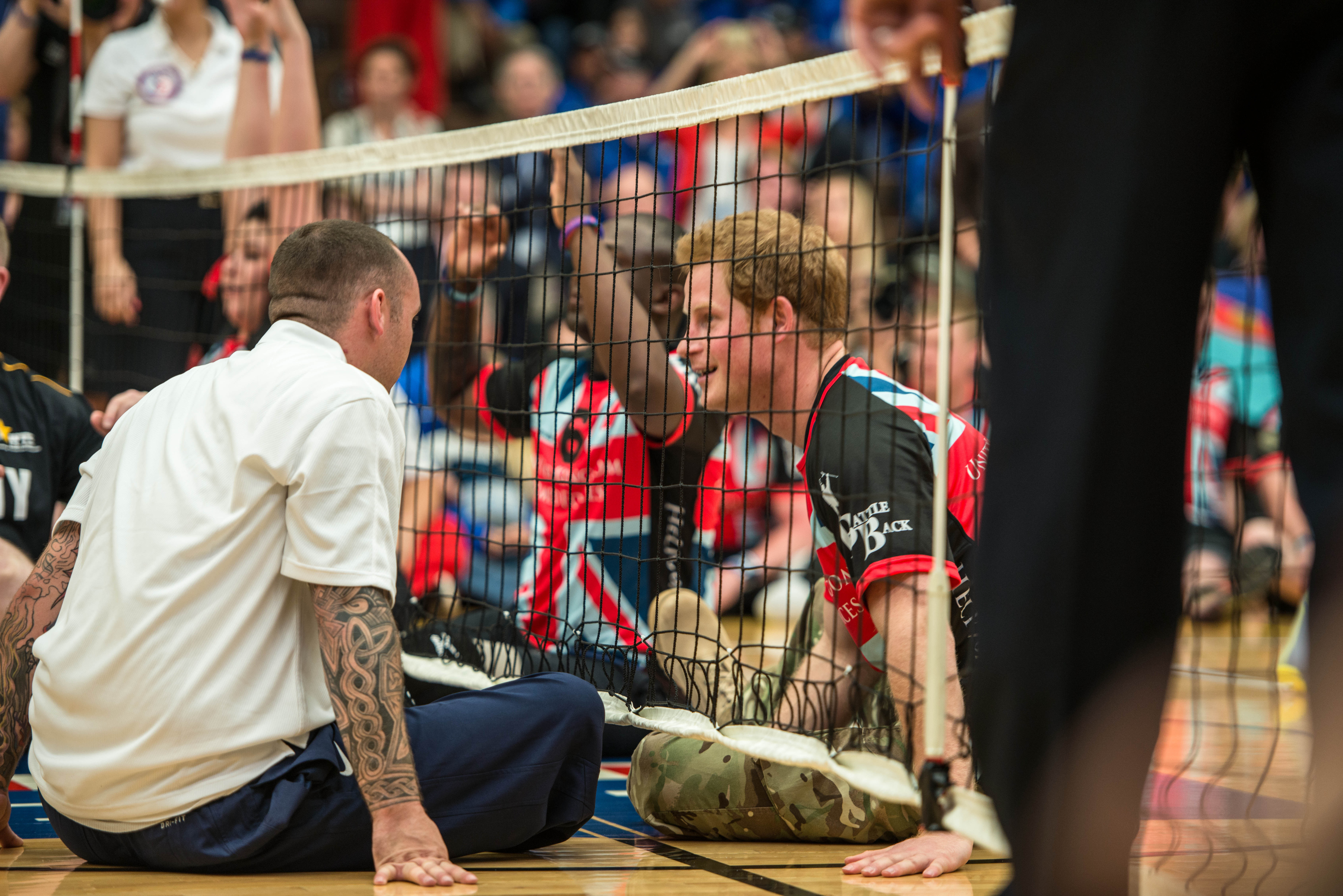
Henrique no Warrior Games, evento que inspirou o Invictus Games, maio de 2013

Em janeiro de 2015, foi relatado que Henrique assumiria um novo papel no apoio ao pessoal de serviço ferido, trabalhando ao lado de membros da Unidade de Recuperação Pessoal do Distrito de Londres para o esquema de Capacidade de Recuperação de Defesa do MOD para garantir que o pessoal ferido tenha planos de recuperação adequados. O palácio confirmou semanas depois que o esquema foi estabelecido em parceria com a Help for Heroes e a Royal British Legion. No final de janeiro de 2015, Henrique visitou o The Battle Back Centre, criado pela Royal British Legion e a Fisher House UK no Queen Elizabeth Hospital Birmingham. Uma parceria entre a Help for Heroes, a Fisher House Foundation e a Queen Elizabeth Hospital Birmingham (QEHB) Charity criou o Centro. A Fisher House Foundation é um dos patrocinadores dos Invictus Games. Em fevereiro e março de 2015, Henrique visitou a Phoenix House em Catterick Garrison, North Yorkshire, um centro de recuperação administrado pela Help for Heroes. Ele também visitou Merville Barracks em Colchester, onde está localizado o Chavasse VC House Personnel Recovery Center, administrado pela Help for Heroes em parceria com o Ministério da Defesa e a Royal British Legion.

### Destacamento para a Força de Defesa Australiana

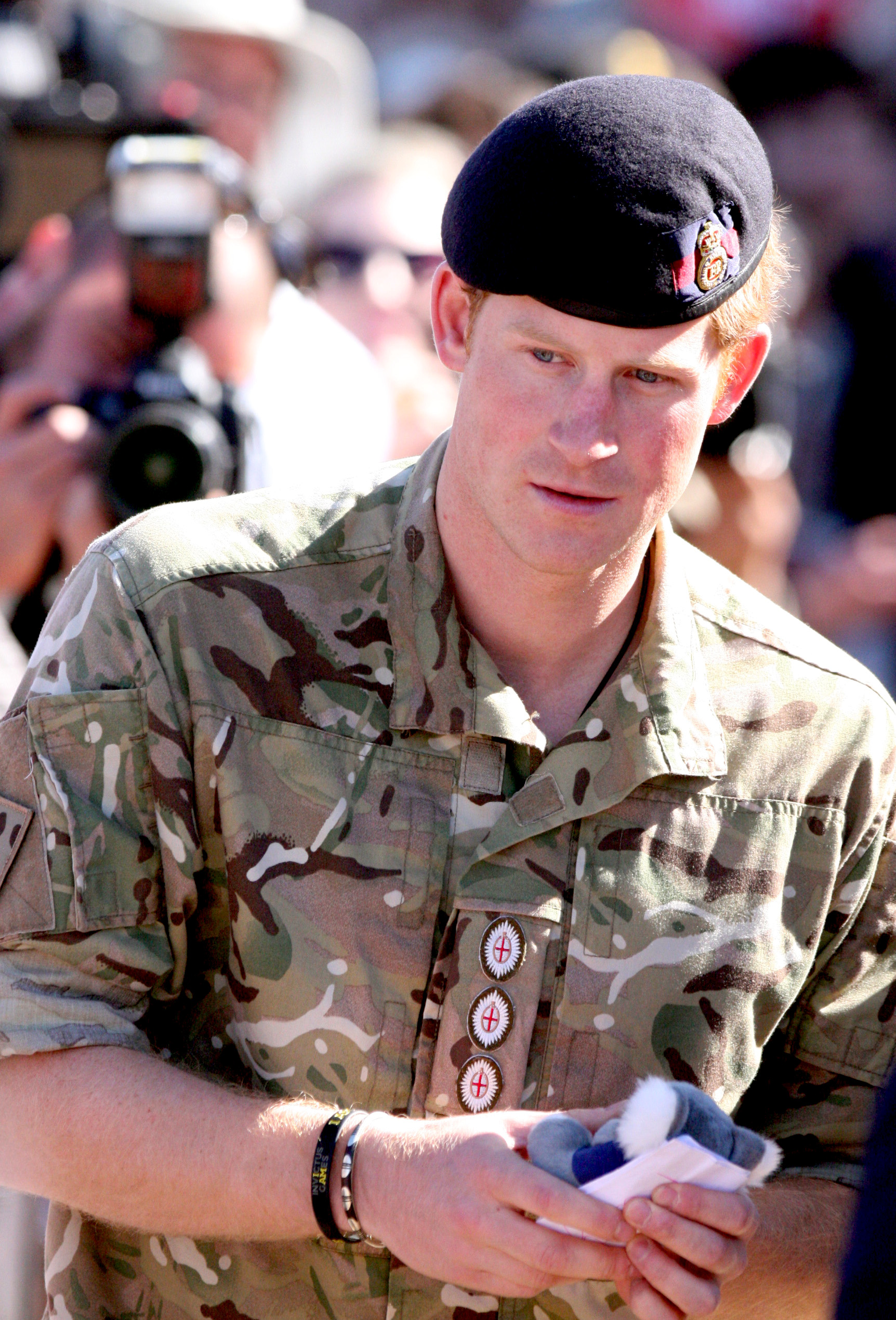
Henrique em Nova Gales do Sul, maio de 2015.

Em 17 de março de 2015, o Palácio de Kensington anunciou que Henrique deixaria as Forças Armadas em junho. Antes disso, ele passaria quatro semanas ao longo de abril e maio em quartéis do exército em Darwin, Perth e Sydney, enquanto destacado para a Força de Defesa Australiana. Depois de deixar o Exército, considerando seu futuro, ele voltaria a trabalhar como voluntário no Ministério da Defesa, apoiando os Oficiais de Caso no Programa de Capacidade de Recuperação do Ministério. Ele estaria trabalhando com aqueles que administram e recebem cuidados físicos e mentais na área do Distrito de Londres.
Em 6 de abril de 2015, Henrique se apresentou ao serviço do Chefe da Força de Defesa da Austrália, Marechal do Ar Mark Binskin no Royal Military College, Duntroon em Canberra, Austrália. Henrique voou para Darwin mais tarde naquele dia para começar seu destacamento de um mês para a 1ª Brigada da ADF. Sua visita incluiu destacamentos para NORFORCE, bem como para uma unidade de aviação. Em Perth, treinou com o Regimento de Serviço Aéreo Especial (SASR), participando do curso de seleção SASR, incluindo um teste de condicionamento físico e uma sessão de treinamento físico com candidatos à seleção SASR. Ele também se juntou aos membros da SASR em Perth para exercícios de tiro ao vivo com várias armas das Forças Especiais em uma variedade de distâncias. Henrique completou um exercício de treinamento de inserção usando um barco inflável de casco rígido. Em Sydney, ele realizou treinamento de operações urbanas com o 2º Regimento de Comandos. As atividades de treinamento incluíram a detonação remota de um Dispositivo Explosivo Improvisado (IED) e o rapel de um prédio. Ele também passou algum tempo sobrevoando Sydney como copiloto de um helicóptero do Exército Black Hawk e participou de treinamento de contraterrorismo no porto de Sydney com mergulhadores de autorização da Marinha Real Australiana.
O vínculo de Henrique com o ADF terminou em 8 de maio de 2015, e em 19 de junho de 2015 ele renunciou à sua comissão de serviço. A saída de Henrique do exército coincidiu com a reforma do seu avô, o príncipe Filipe, e com a diminuição de compromissos públicos da sua avó, a rainha Isabel II. Assim, Henrique passou a desempenhar um papel mais ativo dentro da família real com visitas oficiais a países da Commonwealth em representação da rainha e encontros com monarcas e líderes de outros países.

### Pós-serviço militar
Desde que deixou o exército, Henrique esteve intimamente envolvido com as forças armadas através dos Invictus Games, nomeações militares honorárias e outros compromissos oficiais. Em 19 de dezembro de 2017, ele sucedeu seu avô, o Príncipe Filipe, como capitão-general dos fuzileiros navais reais. Em maio de 2018, ele foi promovido às patentes substantivas de Tenente Comandante da Marinha Real, Major do Exército Britânico e Líder de Esquadrão da Força Aérea Real. Em 18 de janeiro de 2020, o Palácio de Buckingham anunciou que havia sido alcançado um acordo para Henrique "afastar-se dos deveres reais, incluindo compromissos militares oficiais". Em fevereiro de 2021, o Palácio confirmou que o duque renunciaria ao cargo de capitão-general dos fuzileiros navais reais e devolveria todas as outras nomeações militares honorárias.

## Vida pessoal

### Namoros
A primeira namorada conhecida de Henrique foi Chelsy Davy, a filha de um empresário sul-africano. Henrique disse: "Gostava de dizer para todo mundo como ela é espantosa, mas assim que começar a falar sobre isso, abri a porta... Existem verdades e mentiras e infelizmente não consigo revelar a verdade". No início de 2009, os meios de comunicação social noticiaram que a relação de cinco anos tinha terminado. Durante a relação, Chelsy esteve presente em várias cerimónias a convite de Henrique que incluíram a atribuição da sua medalha de honra pelo serviço militar e a cerimónia onde Henrique recebeu o emblema de aviador das mãos do príncipe Carlos. Henrique conheceu Cressida Bonas, a sua segunda namorada, através da sua prima, a Princesa Eugénia de Iorque em maio de 2012. Em 30 de abril de 2014, foi anunciado que separaram-se, mas continuavam amigos.

### Noivado e casamento

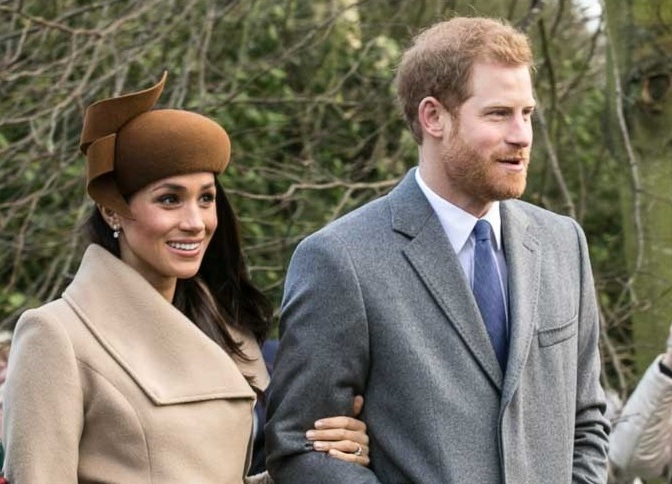
Príncipe Henrique e Meghan Markle em Sandringham, Natal de 2017.

Em meados de 2016, surgiram boatos de que Henrique estaria namorando Meghan Markle. Em novembro de 2016, o Palácio de Kensington confirmou oficialmente o relacionamento dos dois. No mesmo comunicado era pedido para que Meghan parasse de sofrer ataques racistas e sexistas pela imprensa e nas redes sociais. Markle e o príncipe se conheceram em julho de 2016 através de amigos comuns e namoraram durante vários meses antes de a relação se tornar pública. A primeira vez que apareceram juntos e se deixaram fotografar foi em setembro de 2016, em Toronto, nos Invictus Games
No dia 27 de novembro de 2017, em comunicado, a Clarence House informou o noivado de Henrique e Markle: “O Príncipe de Gales está encantado por anunciar o noivado de Henrique com Meghan Markle. O casamento se realizará na primavera de 2018. Mais detalhes serão anunciados futuramente. Sua Alteza Real e Senhorita Markle ficaram noivos em Londres no início deste mês. Henrique informou a Sua Majestade a Rainha e outros membros próximos da família. Henrique também pediu e recebeu a benção dos pais de Senhorita Markle. O casal irá viver em Nottingham Cottage, no Palácio de Kensington”.
Os pais de Meghan também emitiram nota afirmando estar "incrivelmente felizes por Meghan e Henrique". A Rainha Isabel II emitiu um comunicado a declarar-se "encantada" com o noivado. Os duques de Cambridge, Guilherme e Catarina dizem estar "muito entusiasmados por Henrique e Meghan", acrescentando que tem sido "maravilhoso conhecer Meghan e ver como ela e Henrique são felizes juntos". O casamento com Meghan Markle ocorreu no dia 19 de maio de 2018 em uma cerimônia realizada na Capela de São Jorge, no Castelo de Windsor, na Inglaterra, para 600 convidados, com a presença da realeza britânica.

### Filhos
Em 15 de outubro de 2018, o Palácio de Kensington anunciou que a Duquesa de Sussex estava grávida do primeiro filho do casal e que a criança nasceria na primavera do ano seguinte. O bebê nasceu no dia 6 de maio de 2019 e recebeu o nome de Archie Harrison Mountbatten-Windsor.
No dia 14 de fevereiro de 2021, um representante do casal anunciou que eles estavam esperando o segundo filho. O sexo da criança, uma menina, foi revelado no início de março seguinte durante uma entrevista do casal com Oprah Winfrey, tendo Lilibet Diana Mountbatten-Windsor nascido em 4 de junho de 2021 na Califórnia, Estados Unidos.

### Património
No momento do anúncio da decisão de Henrique e Meghan de "recuar" como membros seniores da família real em 2020, 95% da renda do casal derivava dos 2,3 milhões de libras dados a eles anualmente pelo pai de Henrique, Carlos, como parte de sua renda do Ducado da Cornualha.
Guilherme e seu irmão Henrique herdaram a grande parte dos 12,9 milhões de libras deixados por sua mãe quando completaram 30 anos, um número que cresceu desde a morte de Diana em 1997 para 10 milhões de libras em 2014. Em 2002, o The Times informou que Guilherme também dividiria com seu irmão um pagamento de 4,9 milhões de libras de fundos fiduciários estabelecidos por sua bisavó, a rainha Isabel, a rainha mãe, em seus respectivos 21 anos de aniversário e compartilharia um pagamento de 8 milhões de libras em seus respectivos 40 anos. Como o filho mais velho do herdeiro aparente, Guilherme deve herdar o Ducado da Cornualha, o que lhe traria uma renda adicional.
Em 2014, os irmãos herdaram o vestido de noiva de sua mãe, juntamente com muitos outros bens pessoais, incluindo vestidos, tiaras de diamantes, joias, cartas e pinturas. Os irmãos também receberam a letra original e a partitura de "Candle in the Wind" de Bernie Taupin e Elton John interpretada por John no funeral de Diana.

### Saúde
Em 2002, foi relatado que, com o incentivo do Príncipe Carlos, Henrique fez uma visita a uma unidade de reabilitação de drogas para conversar com viciados em drogas depois que surgiu os relatos que ele estava fumando maconha e bebendo bebidas alcoólicas na Highgrove House de seu pai e em um bar local. Em 2017, Henrique reconheceu que, com o apoio de seu irmão, procurou aconselhamento anos após a morte de sua mãe, afirmando: "É tudo uma questão de tempo. E para mim pessoalmente, meu irmão, você sabe, Deus o abençoe, ele foi um grande apoio para mim. Ele ficava dizendo que 'isso não está certo, isso não é normal, você precisa conversar com [alguém] sobre as coisas, tudo bem'". Henrique acrescentou que lutou contra a agressão, sofria de ansiedade durante os compromissos reais e estava "muito perto de um colapso completo em várias ocasiões". Em seu documentário televisivo sobre saúde mental The Me You Can't Se, que estreou em 2021, ele acrescentou que passou por quatro anos de terapia para tratar seus problemas de saúde mental, seguindo o incentivo de sua futura esposa enquanto eles estavam namorando. Em seu documentário de televisão sobre saúde mental The Me You Can't See, que estreou em 2021, ele acrescentou que passou por quatro anos de terapia para resolver seus problemas de saúde mental após o incentivo de sua futura esposa enquanto eles estavam namorando.
Ele também mencionou que sofria de "ataques de pânico [e] ansiedade severa" em seus 20 e poucos anos e a pesada carga de visitas e funções oficiais eventualmente "levaram ao esgotamento". Ele afirmou ainda que estava disposto a beber e usar drogas, acrescentando que "não estava bebendo de segunda a sexta-feira, mas provavelmente beberia o equivalente a uma semana em um dia de sexta ou sábado à noite" para ajudá-lo a lidar com seus problemas. Em 2021, a jornalista americana Katie Couric relatou um encontro com Henrique em suas memórias e alegou que durante sua entrevista de 2012 com ele em Belize para marcar o Jubileu de Diamante da Rainha, ele cheirava a cigarro e álcool, que parecia "escorrer de todos os poros" de seu corpo. Em um episódio de Armchair Expert, ele atribuiu seus problemas de saúde mental ao estilo parental ineficaz das gerações anteriores e à "dor e sofrimento genéticos" transmitidos em sua família, acrescentando que seus problemas se originaram "da dor ou sofrimento que talvez minha mãe ou meus pais sofreram".

### Ideologia política
Os membros da família real britânica são politicamente neutros por convenção. No entanto, em setembro de 2020, Henrique e sua esposa lançaram um vídeo dirigindo-se aos eleitores americanos para "rejeitar o discurso de ódio, desinformação e negatividade online" na eleição presidencial dos Estados Unidos em 2020, o que foi visto por alguns como um endosso implícito de Joe Biden.
Henrique apoia a causa feminista. Em maio de 2021, Henrique foi convidado do podcast Armchair Expert de Dax Shepard e Monica Padman, durante o qual falou sobre a liberdade de expressão e as leis relacionadas a ela nos Estados Unidos, afirmando: "Tenho muito a dizer sobre A Primeira Emenda como eu a entendo, mas é maluca, em vez de defender o que é dito". Os comentários foram recebidos com reação de conservadores americanos e britânicos, levando figuras como Ted Cruz, Dan Crenshaw, Nigel Farage, Candace Owens, Jack Posobiec e Laura Ingraham a criticá-lo publicamente.
Em novembro de 2021, em um painel na Wired's Re:Wired Conference, Henrique afirmou que um dia antes do ataque ao Capitólio dos Estados Unidos em janeiro de 2021, ele enviou um e-mail a Jack Dorsey, CEO do Twitter, e 'avisou' sobre uma potencial agitação civil, mas não recebeu uma resposta. Ele acrescentou que ele e Meghan não estavam mais nas mídias sociais e evitariam isso "até que as coisas mudem". No mesmo mês, o político conservador e parlamentar Johnny Mercer, que liderava os esforços para dispensar as taxas de visto para veteranos do Reino Unido nascidos no exterior e suas famílias, anunciou na Câmara dos Comuns que o duque de Sussex apoiava sua proposta e a considerava "moralmente correto" e não como "uma intervenção política".

## Deveres oficiais

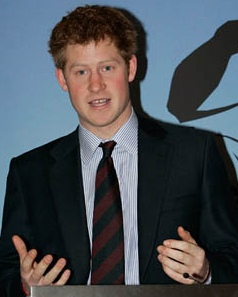
Príncipe Henrique em 2010

Aos 21 anos, Henrique tornou-se Conselheiro de Estado e iniciou suas funções nessa capacidade. Em 6 de janeiro de 2009, a Rainha concedeu a Henrique e Guilherme sua própria casa real. Anteriormente, os assuntos de Guilherme e Henrique eram tratados pelo escritório de seu pai na Clarence House, no centro de Londres. A nova família divulgou um comunicado anunciando que havia estabelecido seu próprio escritório no Palácio de St. James, nas proximidades, para cuidar de suas atividades públicas, militares e de caridade. Em março de 2012, Henrique liderou uma visita oficial a Belize como parte das celebrações do Jubileu de Diamante da Rainha. Ele continuou para as Bahamas e Jamaica, onde a primeira-ministra, Portia Simpson-Miller, estava considerando iniciar um processo de transformação da Jamaica em uma república. Ele então visitou o Brasil para participar da GREAT Campaign. Henrique também tocou pandeiro e participou do videoclipe da música "Sing", que foi lançada em maio de 2012 para comemorar o Jubileu de Diamante.
Entre 9 e 15 de maio de 2013, fez uma visita oficial aos Estados Unidos. A turnê promoveu a reabilitação de soldados americanos e britânicos feridos, divulgou suas próprias instituições de caridade e apoiou os interesses britânicos. Incluiu compromissos em Washington, D.C., Colorado, Nova York, Nova Jersey e Connecticut. Ele conheceu sobreviventes do furacão Sandy em Nova Jersey. Em outubro de 2013, ele realizou sua primeira turnê oficial na Austrália, participando da International Fleet Review no porto de Sydney. Ele também fez uma visita à sede australiana da SAS em Perth. Em maio de 2014, ele visitou a Estônia e a Itália. Na Estônia, ele visitou a Praça da Liberdade na capital Tallinn para homenagear os soldados estonianos mortos. Ele também participou de uma recepção no Parlamento da Estônia e de um exercício militar da OTAN. Na Itália, Henrique participou das comemorações do 70º aniversário das batalhas de Monte Cassino, nas quais as tropas polonesas, da Commonwealth e britânicas lutaram. Em 6 de novembro de 2014, ele abriu o Campo da Memória na Abadia de Westminster, uma tarefa normalmente realizada pelo príncipe Filipe.

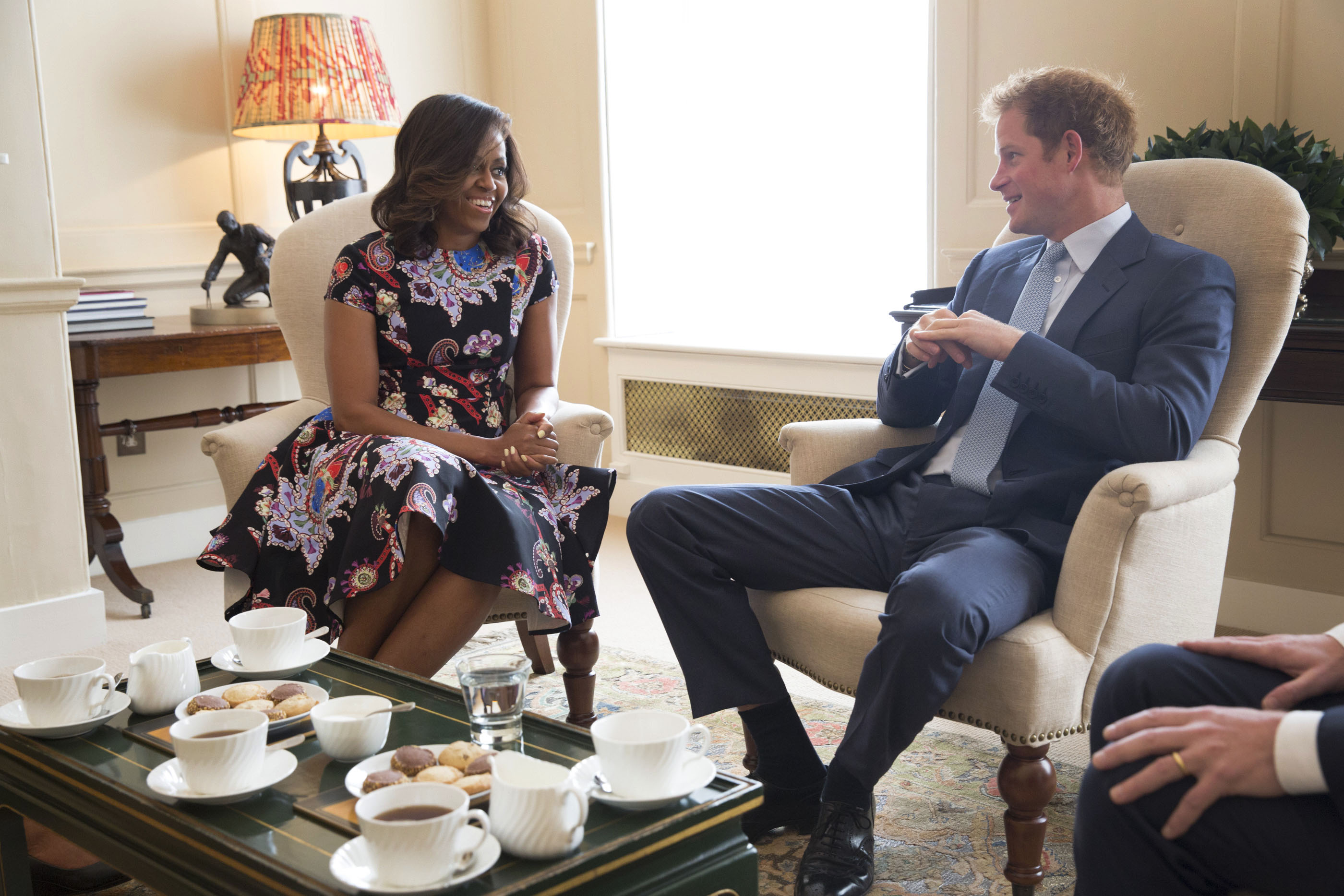
O Príncipe Henrique com a primeira-dama americana Michelle Obama, em 16 de junho de 2015.

Antes de se apresentar para a Força de Defesa Australiana (ADF), Henrique visitou o Australian War Memorial em Canberra em 6 de abril de 2015. Em 7 de maio de 2015, ele fez uma caminhada de despedida na Sydney Opera House e visitou o Macquarie University Hospital. De 24 a 25 de abril de 2015, ele se juntou a seu pai na Turquia para participar das comemorações do centenário da Campanha de Gallipoli. Em 28 de outubro de 2015, ele realizou um dia de compromissos nos EUA. Ele lançou o Invictus Games Orlando 2016 com a primeira-dama Michelle Obama e a segunda-dama Jill Biden em Fort Belvoir. Mais tarde, ele participou de uma reunião do conselho da Invictus Games e uma recepção para comemorar o lançamento na Residência do Embaixador Britânico. Em 26 de novembro de 2015, como patrono de Sentebale, Henrique viajou para Lesoto para participar da abertura do Centro Infantil Mamohato. De 30 de novembro a 3 de dezembro de 2015, fez uma visita oficial à África do Sul. Ele visitou a Cidade do Cabo, onde apresentou a insígnia da Ordem dos Companheiros de Honra ao Arcebispo em nome da Rainha. Henrique também jogou a Sentebale Royal Salute Polo Cup, em Val de Vie Estate na Cidade do Cabo, arrecadando fundos para Sentebale. Ele visitou o Nepal de 19 a 23 de março de 2016. Ele ficou até o final de março de 2016 para ajudar a reconstruir uma escola secundária com o Team Rubicon UK e visitou um projeto hidrelétrico no Nepal central.
Em abril de 2018, foi nomeado embaixador da juventude da Commonwealth, cargo que ocupou até março de 2020. Também naquele mês, Harry tornou-se patrono da Walk of America, uma campanha que reúne vários veteranos que participarão de uma expedição de 1 000 milhas pelos EUA em meados de 2018. O príncipe foi nomeado presidente do The Queen's Commonwealth Trust, que se concentra em projetos envolvendo crianças e bem-estar de prisioneiros, em abril. Periodicamente, sessões de bate-papo QCT on-line eram conduzidas e carregadas no YouTube para visualização do público em geral. Ele permaneceu o presidente da instituição de caridade até fevereiro de 2021.
Durante a sua viagem a Angola em 2019, o duque visitou o projeto Born Free to Shine, em Luanda, uma iniciativa da primeira-dama Ana Dias Lourenço que visa “prevenir a transmissão do HIV de mães para bebés” através da educação, testes médicos e tratamento. Ele também conheceu jovens e adolescentes HIV+ durante sua visita. Durante a sua visita ao Parque Nacional Luengue-Luiana, o Duque revelou uma iniciativa do Queen's Commonwealth Canopy para ajudar a proteger "uma antiga rota de migração de elefantes", proporcionando-lhes uma passagem segura na floresta.

### Renúncia às funções oficiais
No início de outubro de 2019, Henrique anunciou que Meghan e ele estavam processando alguns meios de comunicação por "mentiras" e por um grampo ilegal no telefone, assim vários veículos de imprensa citaram a complicada relação do Duque e da Duquesa de Sussex com os meios de comunicação britânicos como motivo para uma viagem de várias semanas para a América do Norte. A Hola escreveu em 28 de outubro de 2019 que o casal queria se afastar por algum tempo do foco midiático. Já a BBC escreveu em 8 de janeiro de 2020 que "em outubro os dois revelaram as dificuldades que enfrentavam diante do escrutínio da imprensa".

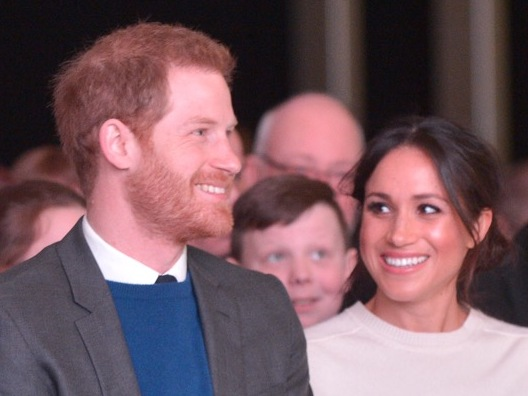
O duque e a duquesa de Sussex em visita a Belfast, em março de 2018.

Depois de passar seis semanas no Canadá, a imprensa já especulava que o casal se mudaria para a América do Norte. A revista Hola escreveu no dia 28 de outubro de 2019:"a viagem dos Duques de Sussex aos Estados Unidos: um descanso ou a antessala de uma mudança?" Já no dia 7 de janeiro de 2020, o Daily Mail escreveu que Henrique e Meghan estavam discutindo seus papéis como membros "sênior" da Família Real e planejando uma mudança para o Canadá, ao que o Palácio teria respondido se tratar de "especulações".
Em 8 de janeiro de 2020, Henrique e sua esposa anunciaram que estavam renunciando a suas funções como membros "sênior" da Família Real. Em resumo, o anúncio dizia: "Após muita reflexão, estamos renunciando como membros "sênior" da Família Real e trabalhando para ser financeiramente independentes. Agora planejamos viver entre o Reino Unido e a América do Norte, continuando a honrar nossos deveres com a Rainha, a Commonwealth e nossas patronagens".
O movimento de saída do casal da Família Real foi chamada de Megxit pela imprensa e o público e recebeu atenção de diversos meios de comunicação ao redor do mundo, que divulgaram informações sobre o assunto, entre ele a BBC, o G1, o jornal Público de Portugal, a FOX News e a CNN, tendo até o Príncipe Herdeiro Haakon da Noruega feito um comentário sobre o assunto, ao lhe perguntarem sua opinião: "tenho certeza que eles chegarão a um acordo".

#### Entrevista com Oprah
Em 7 de março de 2021, a rede americana CBS transmitiu uma entrevista feita por Oprah Winfrey com Henrique e sua esposa, onde o duque e a duquesa revelaram detalhes sobre a relação deles com outros membros da família real e o que fizeram renunciar a Instituição. Meghan disse que seu marido revelou as preocupações de sua família sobre o tom de pele de Archie, bem como a segurança a que ele teria direito, antes de seu nascimento em 6 de maio de 2019. Henrique se juntou a ela mais tarde, e a dupla falou sobre as dificuldades iniciais associadas à mudança para os Estados Unidos em 2020 e seus planos para o futuro. Henrique também revelou que seu pai não atendia suas ligações e o cortou financeiramente, além dele perder o relacionamento com seu irmão, o príncipe Guilherme. Houve uma reação ampla e polarizada à entrevista.

## Obras de caridade

### Atividades humanitárias e ambientais
Em 2006, Henrique e o príncipe Seeiso do Lesoto fundaram a Sentabale, uma instituição de caridade que tem como objetivo auxiliar crianças lesotenses que ficaram órfãs em consequência de HIV/SIDA. "Sentebale", que significa "Não se esqueça de mim" no idioma local. Declaração de Henrique: "Eu gostaria de continuar o trabalho dela o melhor possível e não haveria lugar melhor", afirmando que sua mãe se sentiria orgulhosa se pudesse ver a sua iniciativa. Henrique fez a sua quarta viagem ao reino do Lesoto para assistir à fundação da ONG. Ele encontrou-se com a amiga Mutsu Potsane, uma menina de seis anos que conheceu há dois anos no próprio orfanato. Henrique é cofundador da Sentebale, ao lado do príncipe Seeiso, irmão mais novo do rei Letsie III, também órfão de mãe desde 2003. Em 2007, Guilherme e Henrique organizaram o Concerto para Diana, em memória de sua mãe, que beneficiou as instituições de caridade e patrocínios de Diana, Guilherme e Henrique. Em setembro de 2009, Guilherme e Henrique criaram a Fundação do Príncipe Guilherme e do Príncipe Henrique para permitir que os príncipes levassem adiante suas ambições de caridade. Henrique deixou a instituição de caridade em junho de 2019.
Para aumentar a conscientização sobre o teste de HIV, Henrique fez um teste ao vivo na página da família real no Facebook em 14 de julho de 2016. Mais tarde, ele participou da 21ª Conferência Internacional de AIDS em Durban, África do Sul, em 21 de julho de 2016. No Dia Mundial de Combate à AIDS, Henrique e Rihanna ajudaram a divulgar o teste de HIV fazendo eles mesmos o teste. Desde 2016, Henrique trabalha com Terrence Higgins Trust para aumentar a conscientização sobre HIV e saúde sexual. Em novembro de 2019, para marcar a Semana Nacional de Testes de HIV, o duque entrevistou o jogador de Rugby HIV+ Gareth Thomas em nome da confiança.
Em 27 de dezembro de 2017, Henrique foi oficialmente nomeado o novo presidente da African Parks, uma ONG de conservação. Anteriormente, ele passou três semanas no Malawi com a African Parks, onde se juntou a uma equipe de voluntários e profissionais para realizar uma das maiores translocações de elefantes da história. O esforço para repovoar áreas dizimadas devido à caça furtiva e perda de habitat moveu 500 elefantes do Parque Nacional de Liwonde e Majete para a Reserva de Vida Selvagem de Nkhotakota. Henrique já havia ajudado a realocar rinocerontes no Delta do Cubango e mais tarde se tornou patrono da Rhino Conservation Botswana. Em julho de 2018, a Elton John AIDS Foundation anunciou que o Duque de Sussex e o cantor britânico Elton John estavam prestes a lançar uma coalizão global chamada MenStar que se concentraria "no tratamento de infecções por HIV em homens". Em março de 2019, o príncipe Henrique fez um discurso no WE Day UK, um evento anual organizado pela We Charity para inspirar os jovens a se tornarem mais ativos em relação às mudanças sociais e ambientais globais. Ele discutiu saúde mental, mudanças climáticas e a importância da participação social.

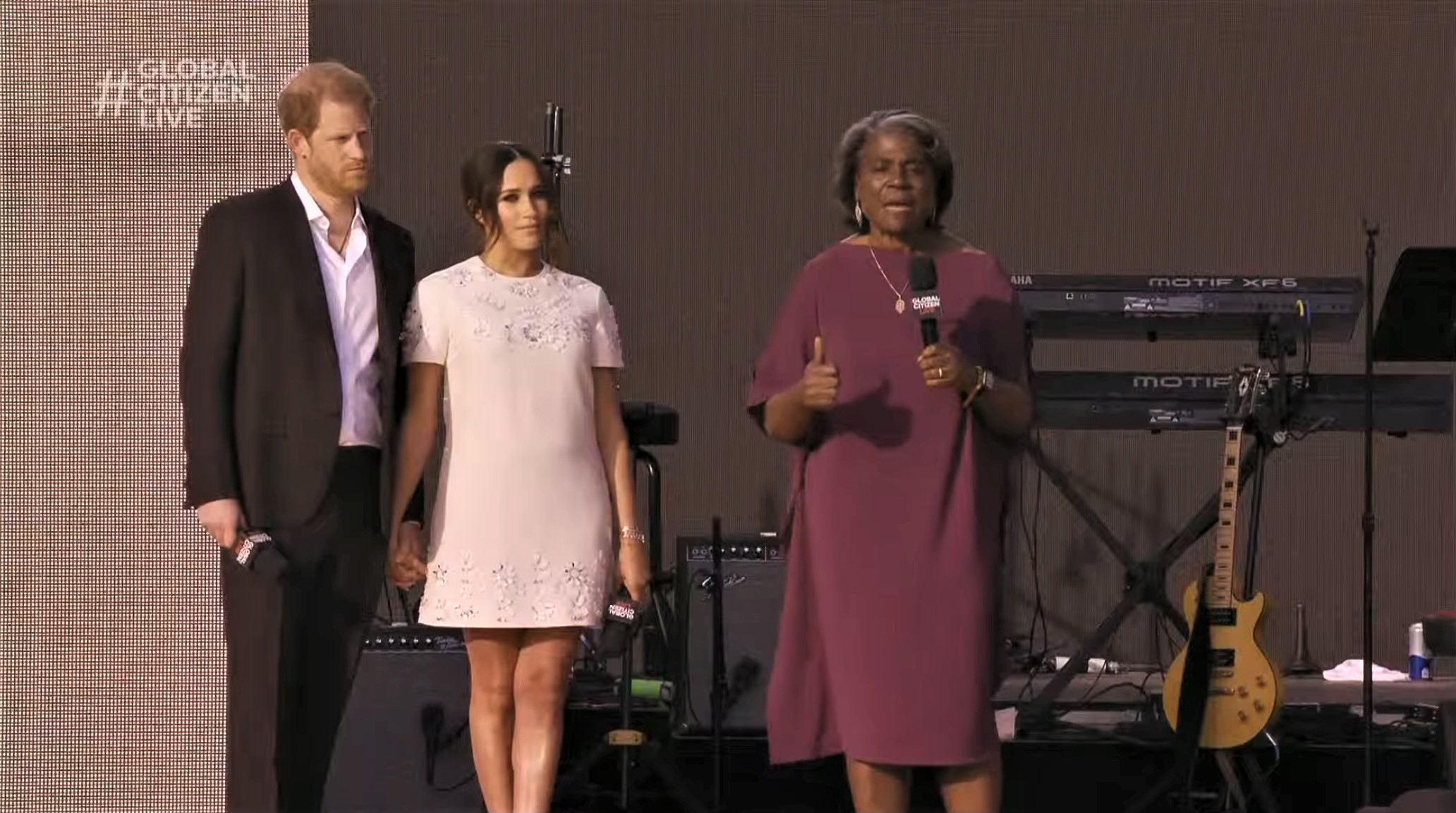
Henrique e Meghan com Linda Thomas-Greenfield no 2021 Global Citizen Live.

Em abril de 2021, Henrique e Meghan foram anunciados como presidentes de campanha do Vax Live: The Concert to Reunite the World, um evento organizado pela Global Citizen para aumentar o acesso às vacinas de COVID-19. Eles também anunciaram seu apoio a um levantamento de fundos de equidade de vacinas iniciado pela mesma organização, e escreveram uma carta aberta aos CEOs da indústria farmacêutica pedindo-lhes que abordassem a crise de equidade de vacinas. Mais tarde naquele mês, ele narrou "Hope Starts Here", um vídeo especial relançado pela African Parks para marcar o Dia da Terra no qual ele instou organizações e comunidades a preservar a biodiversidade e homenageou seu avô, o príncipe Filipe, por seus esforços como conservacionista. Ele ajudou no estabelecimento do Peak State, um programa de condicionamento mental destinado a fornecer ferramentas e recursos para gerenciar a saúde mental, ao qual ele prestou apoio público em maio de 2021.
Em setembro de 2021, juntamente com a primeira-dama Jill Biden, ele organizou um evento virtual para os Warrior Games, que foram cancelados devido à pandemia de COVID-19. No mesmo mês, Henrique e Meghan falaram novamente em apoio à equidade das vacinas no concerto Global Citizen Live. Em outubro de 2021, ele falou contra a perfuração de petróleo no rio Okavango em um editorial para o The Washington Post. No mesmo mês e antes da cúpula do G20 em Roma em 2021, Henrique e sua esposa escreveram uma carta aberta junto com o diretor-geral da Organização Mundial da Saúde, Tedros Adhanom, pedindo aos líderes do G20 que acelerassem os esforços para a distribuição global das vacinas contra COVID-19. Em janeiro de 2022 e após críticas direcionadas ao Spotify por lidar com desinformação sobre o COVID-19, Henrique e Meghan fizeram um anúncio afirmando que desde abril de 2021 eles começaram a "expressar preocupações" sobre o problema na plataforma.

### Sussex Royal e Archewell
Em junho de 2019, foi anunciado que o Duque e a Duquesa de Sussex se separariam da The Royal Foundation e estabeleceriam sua própria fundação de caridade até o final de 2019. No entanto, o casal colaboraria com o irmão de Henrique e sua esposa em projetos mútuos, como a iniciativa de saúde mental Heads Together. Em julho de 2019, a nova instituição de caridade de Henrique e Meghan foi registrada na Inglaterra e no País de Gales sob o título "Sussex Royal The Foundation of The Duke and Duchess of Sussex". Em 21 de fevereiro, foi confirmado que "Sussex Royal" não seria usado como marca para o casal após sua retirada da vida pública. Em 5 de agosto de 2020, a Sussex Royal Foundation foi renomeada como "MWX Foundation" e dissolvida no mesmo dia.
Em março de 2021, foi relatado que a Comissão de Caridade da Inglaterra e do País de Gales estava realizando uma revisão da organização Sussex Royal em um "caso regulatório e de conformidade" sobre sua conduta sob a lei de caridade durante a dissolução. Representantes do casal alegaram que Sussex Royal era "administrado por um conselho de administração" e que "sugestão de má administração" dirigida exclusivamente ao duque e à duquesa seria incorreta. A comissão concluiu mais tarde que a fundação não agiu ilegalmente, mas criticou o conselho de administração por gastar uma "proporção substancial de fundos" para estabelecer e fechar a instituição de caridade.
Em abril de 2020, Meghan e Henrique confirmaram que sua nova fundação (em vez de Sussex Royal) seria chamada de "Archewell". O nome deriva da palavra grega "arche", que significa "fonte de ação"; a mesma palavra que inspirou o nome de seu filho. Archewell foi registrado nos Estados Unidos. Seu site foi lançado oficialmente em outubro de 2020.

## Carreira civil e investimentos
No verão de 2019, antes de anunciar sua decisão de recuar em janeiro de 2020, Harry e sua esposa estiveram envolvidos em conversas com Jeffrey Katzenberg, fundador da extinta plataforma de streaming Quibi, sobre um possível papel no serviço sem obter lucros pessoais. mas eles eventualmente decidiram não aderir ao projeto. Em setembro de 2019, foi relatado que o casal havia contratado a empresa de relações públicas Sunshine Sachs, com sede em Nova York. Em junho de 2020, eles assinaram com a Harry Walker Agency, de propriedade da empresa de mídia Endeavor, para realizar palestras pagas em público. Em setembro de 2020, os Sussex assinaram um acordo comercial privado com a Netflix "para desenvolver séries, filmes, documentários e programação infantil com e sem roteiro para o serviço de streaming". Em outubro de 2020, o casal apresentou um episódio especial do Time 100 Talks com o tema "Engineering a Better World". Em dezembro de 2020, o duque e a duquesa assinaram um contrato de vários anos com o Spotify para produzir e hospedar seus próprios programas por meio de sua produtora de áudio, Archewell Audio. O episódio de estreia do podcast, um especial de férias, foi lançado no serviço em dezembro de 2020.

## Imagem pública

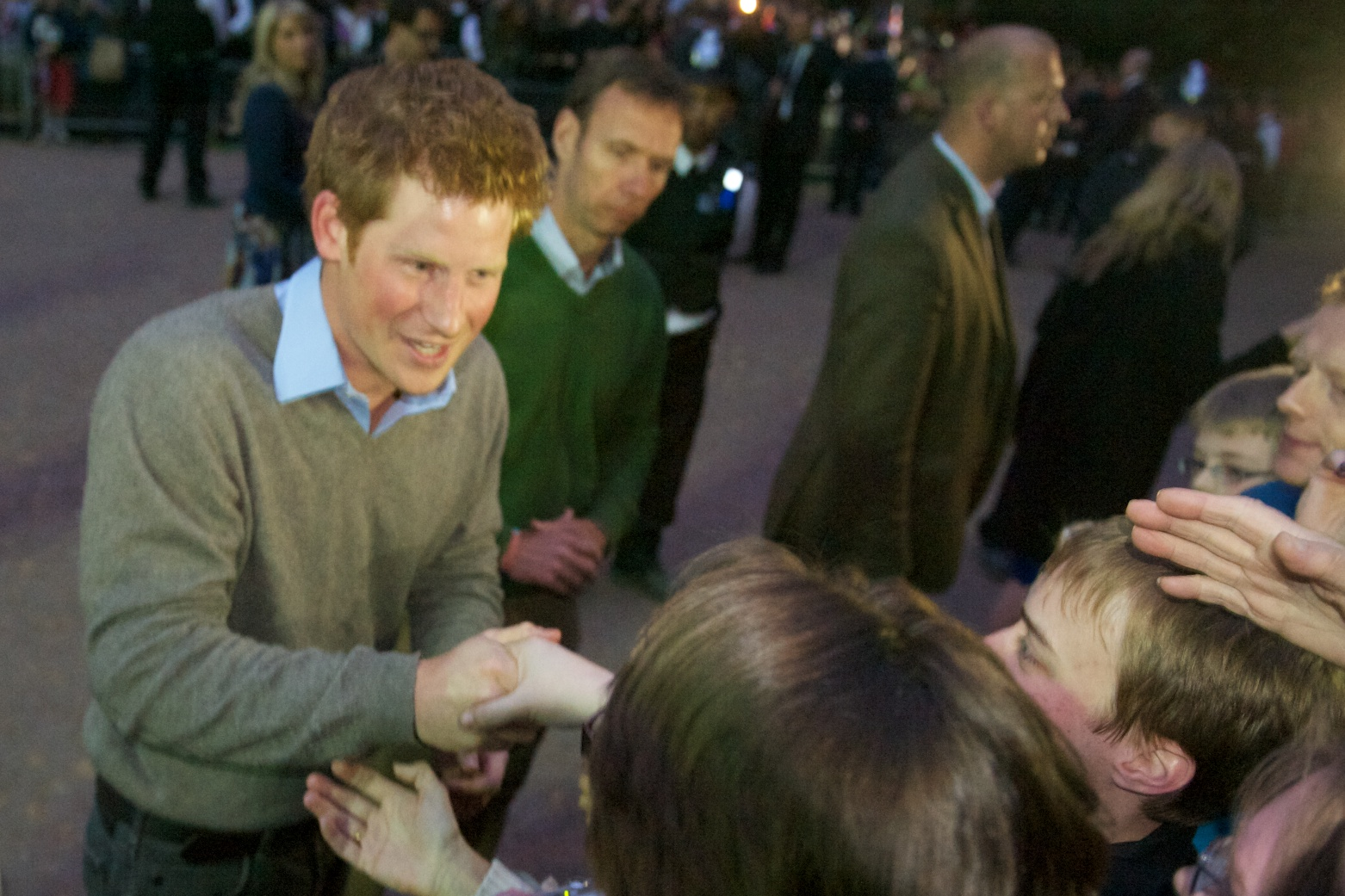
O Príncipe Henrique em 2011

Em sua juventude, Henrique ganhou a reputação de ser rebelde, levando os tabloides a rotulá-lo de "criança selvagem". Aos 17 anos, ele foi visto fumando maconha, bebendo com amigos menores de idade e brigando fisicamente com paparazzi do lado de fora de boates. No início de 2005, ele foi fotografado em Highgrove House em uma festa a fantasia com tema "Colonial and Native" vestindo um uniforme nazista alemão Afrika Korps com uma braçadeira de suástica. Mais tarde, ele emitiu uma declaração pública pedindo desculpas por seu comportamento. Mais tarde, ele emitiu uma declaração pública pedindo desculpas por seu comportamento.
Em janeiro de 2009, o tabloide britânico News of the World revelou um vídeo feito por Henrique três anos antes no qual ele se referia a um colega cadete paquistanês como "nosso pequeno amigo Paki" e chamava um soldado vestindo um capuz camuflado de "cabeça de trapo". Esses termos foram descritos pelo líder da oposição David Cameron como "inaceitáveis", e pelo The Daily Telegraph como "racistas". Uma organização juvenil muçulmana britânica chamou Henrique de "bandido". Outros trechos mostravam-no beijando um camarada e perguntando a outro se ele se sentia gay, queer ou nada. Ele também foi filmado fingindo ter uma ligação com sua avó, afirmando: "Eu tenho que ir, tenho que ir. Envie meu amor para os corgis e para o vovô... Deus salve você". Nas desculpas de Henrique, ele que afirmou que nenhuma malícia foi intencional em suas observações.
Enquanto estava de férias em Las Vegas em agosto de 2012, Henrique e uma jovem desconhecida foram fotografados nus em um quarto de hotel Wynn Las Vegas, supostamente durante um jogo de bilhar. As fotos foram vazadas pelo site de celebridades americano TMZ em 21 de agosto de 2012, e divulgadas mundialmente pela grande mídia em 22 de agosto de 2012. As fotografias foram mostradas pela mídia americana, mas a mídia britânica estava relutante em publicá-las. Os assessores reais sugeriram que a Clarence House entraria em contato com a Press Complaints Commission (PCC) se as publicações britânicas usassem as fotos. O Palácio de St. James confirmou que Henrique estava nas fotografias, dizendo que ele era essencialmente uma vítima cuja privacidade havia sido invadida e contatou o PCC ao saber que vários jornais britânicos estavam considerando publicar as fotografias. Em 24 de agosto de 2012, o jornal The Sun publicou as fotografias.

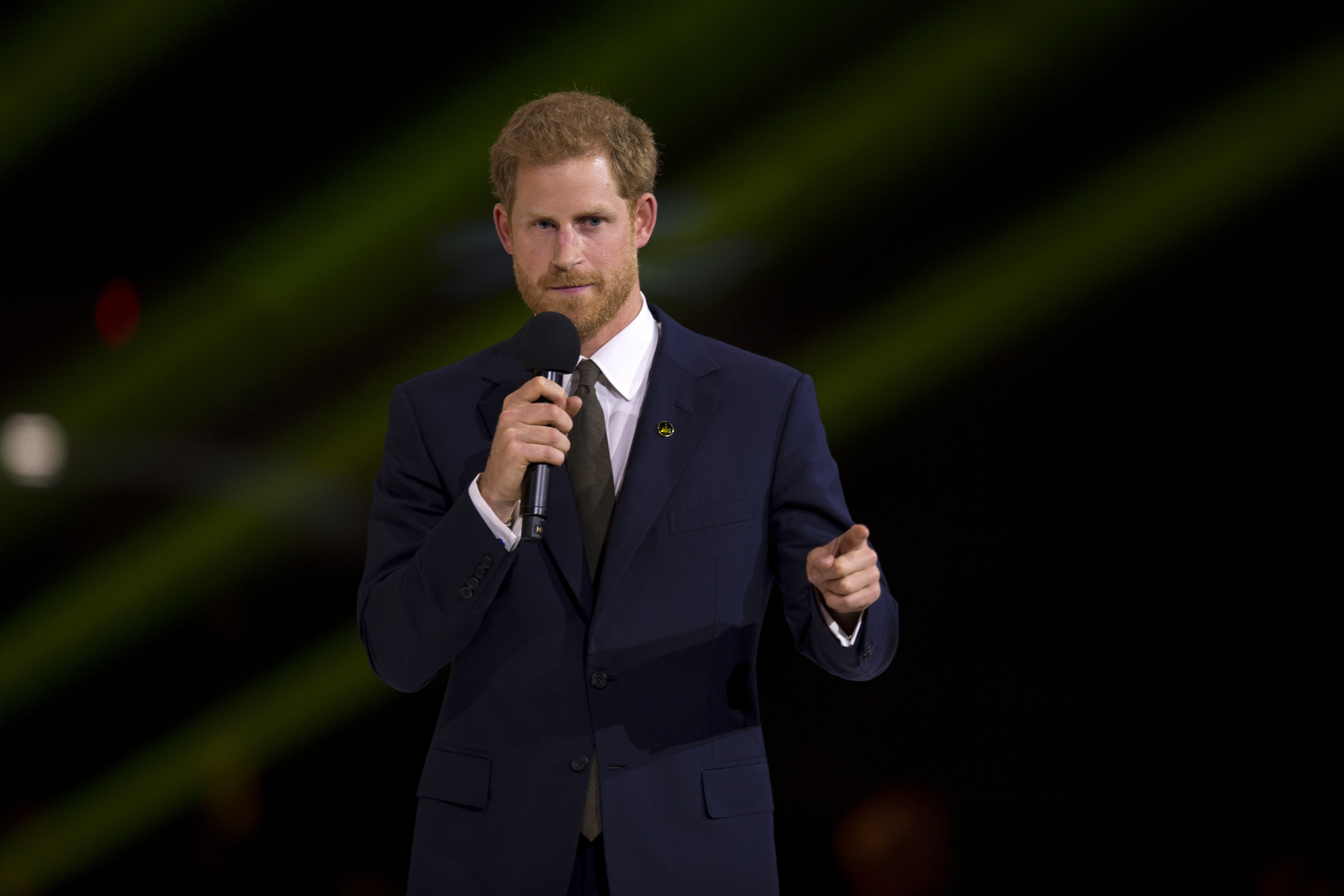
Henrique na abertura dos Invictus Games de 2017

Em dezembro de 2021, surgiram relatos sobre as reuniões de Harry com o empresário saudita Mahfouz Marei Mubarak bin Mahfouz, cujo recebimento de um CBE tornou-se objeto de uma investigação pelo Scottish Charity Regulator. Mahfouz conheceu o príncipe Harry em 2013 e 2014 e doou £ 50 000 para sua instituição de caridade Sentebale e £ 10 000 para Walking With The Wounded, da qual Henrique é patrono. O Sunday Times afirmou que as reuniões com Henrique abriram caminho para Mahfouz ter acesso ao Príncipe de Gales. Henrique se referiu ao incidente como o "escândalo CBE" em dezembro de 2021 e afirmou que cortou os laços com Mahfouz em 2015 depois de expressar "preocupações crescentes" sobre seus motivos, embora assessores da família de seu pai negassem ter qualquer discussão com ele sobre Mahfouz. Um porta-voz da Sentebale defendeu as reuniões e acrescentou que não havia nenhuma impropriedade em relação às doações.
Em 2018 e 2021, Henrique foi selecionado como uma das 100 pessoas mais influentes do mundo pela revista Time. Em 2019, a revista nomeou Henrique e sua esposa entre as 25 pessoas mais influentes da Internet. Em 2021, eles foram apresentados em uma das sete capas mundiais da revista Time 100.

## Títulos, estilos, honras e armas

### Títulos e estilos
- 15 de setembro de 1984 — 19 de maio de 2018: “Sua Alteza Real, Príncipe Henrique de Gales”.
- 19 de maio de 2018 — presente: “Sua Alteza Real, o Duque de Sussex”.[nota 2][208]

O seu tratamento completo é: "Sua Alteza Real, príncipe Henrique Carlos Alberto Daví, Duque de Sussex, Conde de Dumbarton, Barão Kilkeel e Cavaleiro Comandante da Real Ordem Vitoriana". Como um príncipe britânico, Henrique não tem sobrenome, mas como todos os outros netos do sexo masculino de Isabel II, ele usava o nome da área sobre a qual o pai detém título, ou seja, Gales (como a Princesa Beatriz e Princesa Eugênia usam Iorque, devido ao seu pai, o príncipe André, Duque de Iorque).
Em 4 de junho de 2015, como parte das honras especiais de 2015, Henrique foi nomeado cavaleiro por sua avó, a rainha Isabel II, por "serviços ao soberano", sendo condecorado como um Cavaleiro Comandante da Real Ordem Vitoriana (KCVO).

### Patentes militares
Exército britânico
- 8 de maio de 2005 — 13 de abril de 2006: Cadete;[210]
- 13 de abril de 2006 — 13 de dezembro de 2008: Segundo-Tenente no Blues and Royals;[211]
- 13 de dezembro de 2008 — 16 de abril de 2011: Tenente no Blues and Royals;[212]
- 16 de abril de 2011 — 14 de maio de 2018: Capitão no Blues and Royals;[213]
- 14 de maio de 2018 — 1 de abril de 2020: Major do Exército Britânico;[214]

Marinha Britânica
- 14 de maio de 2018 — 1 de abril de 2020: Tenente-Comandante (major) da Marinha Real Britânica;[215]

Força Aérea Britânica
- 14 de maio de 2016 — 1 de abril de 2020: Líder de esquadrão da Força Aérea Real;[216]

### Honras
Ordens (KCVO)
Medalhas
- 6 de fevereiro de 2002: Medalha do jubileu de ouro da Rainha Isabel II.
- 5 de maio de 2008: Medalha de Serviço Operacional - Afeganistão.[218]
- 6 de fevereiro de 2012: Medalha jubileu de diamante da Rainha Isabel II.
- 4 de julho de 2015: Cavaleiro Comandante da Real Ordem Vitoriana .

#### Nomeações militares honorárias
Em 18 de janeiro de 2020, foi anunciado que todas as nomeações militares honorárias de Henrique seriam renunciadas em 31 de março de 2020, de acordo com seu desejo de se afastar de seu papel como membro sênior da realeza.
 Reino Unido
- Comandante de Ar da RAF Wittering.
- Comandante de Ar da RAF Honington.
- Comandante-chefe dos Pequenos Navios e Mergulho da Marinha Real Britânica.
- Canadian Rangers.

## Brasões de armas
| Brasão como Duque de Sussex |

### 2002-2022
Em seu aniversário de 18 anos, Henrique foi agraciado pela sua avó Isabel II com um brasão pessoal, consistindo nas Armas do Soberano de direito do Reino Unido com um Selo de diferença. O Colégio de Armas pré-anunciou sua mudança de rótulo para cada ponto com uma escalope, quando seu pai subiu ao trono . O lambel contém em seu centro uma concha que aparece nos brasões dos Spencer e faz alusão à sua mãe Diana Spencer.
| Brasão de Henrique de Gales (2002-2015) | Brasão de Henrique como Duque de Sussex (2015-2022) |

## Perda de títulos militares e patronagens
Com o fim da transição da primavera e com Henrique e Meghan decidindo que não voltariam a trabalhar para a Família Real, Henrique perdeu seus títulos militares honorários no Royal Marines, RAF Honington, Royal Navy Small Naves and Diving.
Ele também perdeu as patronagens da The Queen's Commonwealth Trust, The Rugby Football Union, The Rugby Football League, The Royal National Theatre e The Association of Commonwealth Universities.

## Descendência
| Imagem | Nome                        | Nascimento         |
| ------ | --------------------------- | ------------------ |
|        | Archie Mountbatten-Windsor  | 6 de maio de 2019  |
|        | Lilibet Mountbatten-Windsor | 4 de junho de 2021 |